# Liste von Psychiatrien in Deutschland
Die Liste von Psychiatrien in Deutschland erfasst ehemalige und aktuelle psychiatrische Fachkliniken in der Bundesrepublik Deutschland. Sie sind Teil der gesundheitlichen Versorgung.

## Liste
Die Liste ist nach Bundesländern unterteilt:
- Liste von Psychiatrien in Baden-Württemberg
- Liste von Psychiatrien in Bayern
- Liste von psychiatrischen Kliniken in Berlin
- Liste von Psychiatrien in Brandenburg
- Liste von Psychiatrien in der Freien Hansestadt Bremen
- Liste von Psychiatrien in Hamburg
- Liste von Psychiatrien in Hessen
- Liste von Psychiatrien in Mecklenburg-Vorpommern
- Liste psychiatrischer Fachkliniken in Niedersachsen
- Liste von Psychiatrien in Nordrhein-Westfalen
- Liste von Psychiatrien in Rheinland-Pfalz
- Liste von Psychiatrien im Saarland
- Liste von Psychiatrien in Sachsen
- Liste von Psychiatrien in Sachsen-Anhalt
- Liste von Psychiatrien in Schleswig-Holstein
- Liste von Psychiatrien in Thüringen